# Hynek Pelc (1895)
Hynek Pelc, též Ignát (Ignác) Pelc (25. února 1895 Strakonice - 2. července 1942 Praha) byl český lékař, profesor sociálního lékařství na Karlově univerzitě a jeden z ředitelů Státního zdravotního ústavu, příbuzný lékařského rady Hynka Pelce staršího. Za heydrichiády byl popraven nacisty.

## Život
Narodil se v rodině Aloise Pelce (1856–1932), c. k. místodržitelského tajemníka a správce okresního hejtmanství ve Strakonicích, a jeho manželky Zdeňky, rozené Pompeové (1869–1957). Byl prostřední ze tří dětí. Od roku 1905 byla rodina policejně hlášena na Smíchově. Pokřtěn byl jako Ignát, jméno bylo v roce 1927 úředně změněno na Hynek Ignát.
Po maturitě na smíchovském gymnáziu vystudoval lékařskou fakultu Univerzity Karlovy. Studium ukončil v lednu 1919. Roku 1933 se stal mimořádným profesorem sociálního lékařství na lékařské fakultě Univerzity Karlovy.
Hynek Pelc byl třetím ředitelem Státního zdravotního ústavu, od roku 1938 do 31. prosince 1940, kdy byl dán do penze. Byl zatčen za heydrichiády dne 13. června 1942  a popraven dne 2. července 1942 na Kobyliské střelnici. Pohřben byl v rodinné hrobce na Vyšehradském hřbitově.

### Soukromý život
Hynek Pelc byl ženat, manželka Ludmila byla též lékařka.

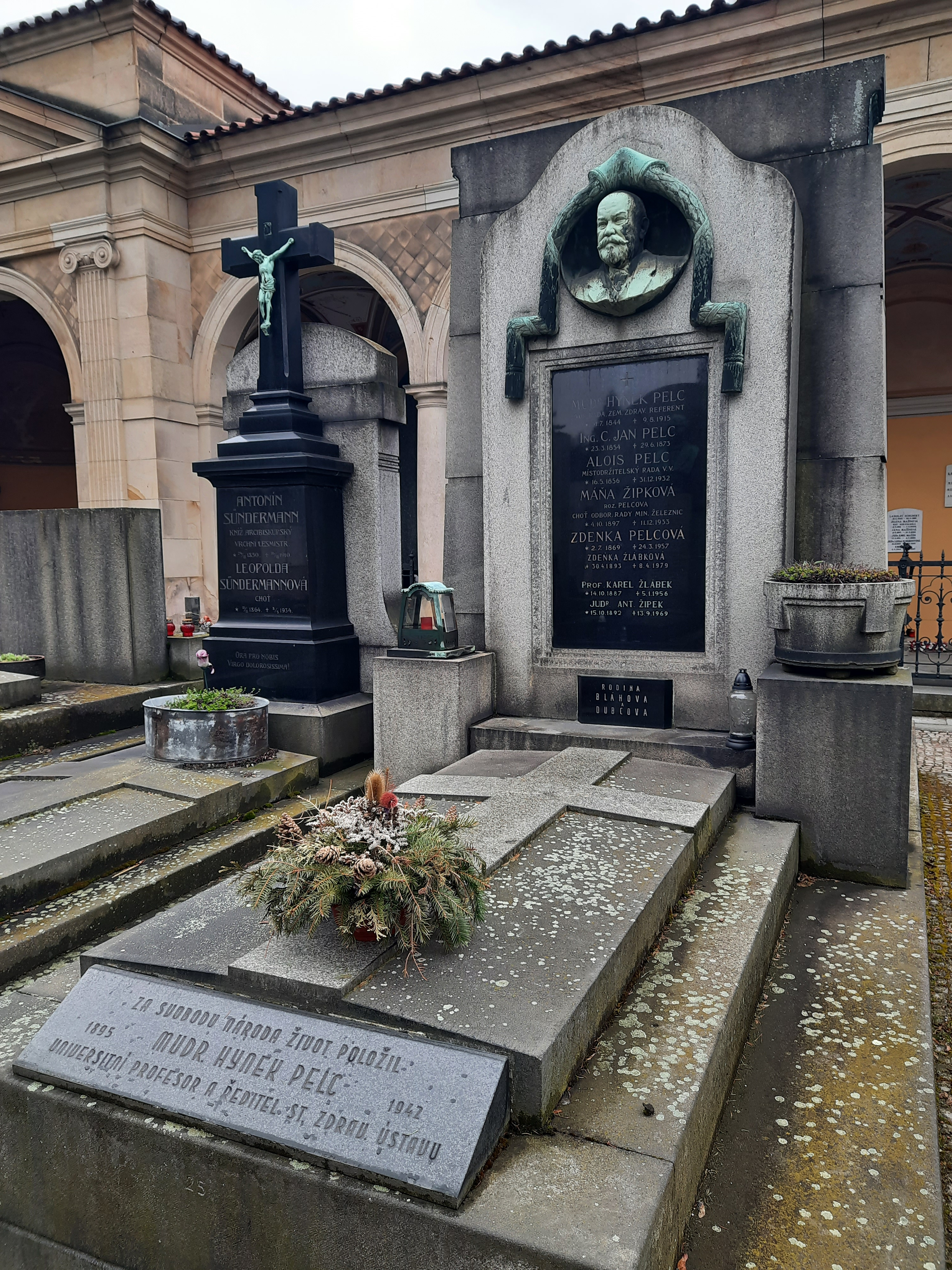
Hrobka rodiny Pelcovy na Vyšehradském hřbitově

V letech 1934-1934 pro něj architekt Vladimír Grégr postavil dům ve vilové čtvrti na Barrandově ve Filmařské 4.

## Dílo
Kromě odborných článků v časopisech publikoval řadu knih a mnoho brožur, zejména o zdravotním stavu populace, o pohlavních chorobách a zdravé výživě, také německy a francouzsky.

### Učebnice
Hynek Pelc je mezi jiným autorem první učebnice oboru Sociální lékařství (Hynek Pelc: Sociální lékařství; V Praze, Melantrich, 1937)